# Le Deschaux
Le Deschaux – miejscowość i gmina we Francji, w regionie Burgundia-Franche-Comté, w departamencie Jura.
Według danych na rok 1990 gminę zamieszkiwało 757 osób, a gęstość zaludnienia wynosiła 88 osób/km² (wśród 1786 gmin Franche-Comté Le Deschaux plasuje się na 218. miejscu pod względem liczby ludności, natomiast pod względem powierzchni na miejscu 521.).